# 下永谷
下永谷（しもながや）は、神奈川県横浜市港南区の町名。現行行政地名は下永谷一丁目から下永谷六丁目。住居表示実施済み区域。

## 地理
港南区の北西部に位置し、東に芹が谷と上永谷、西に横浜市戸塚区舞岡町、南に日限山、北東に最戸、北に横浜市戸塚区上柏尾町と接している。

### 面積
面積は以下の通りである。
| 丁目         | 面積（km²） |
| ------------ | ----------- |
| 下永谷一丁目 | 0.168       |
| 下永谷二丁目 | 0.137       |
| 下永谷三丁目 | 0.294       |
| 下永谷四丁目 | 0.202       |
| 下永谷五丁目 | 0.339       |
| 下永谷六丁目 | 0.273       |
| 計           | 1.413       |

### 地価
住宅地の地価は、2025年（令和7年）1月1日の公示地価によれば、下永谷1-8-20の地点で16万8000円/m²、下永谷2-19-20の地点で17万5000円/m²、下永谷5-39-5の地点で16万6000円/m²となっている。

## 歴史

### 沿革
かつて、横浜市の編入の前は、鎌倉郡永野村大字永谷と大字平戸の各一部であった。
- 1936年（昭和11年）10月1日 - 横浜市に編入。横浜市中区下永谷町となる[9]。
- 1943年（昭和18年）12月1日 - 南区の新設により、横浜市南区下永谷町となる[10]。
- 1946年（昭和21年）12月5日 - 耕地整理に伴い、戸塚区平戸町との境界を変更する[11]。
- 1969年（昭和44年）10月1日 - 行政区再編成により、港南区を新設。横浜市港南区下永谷町となる。あわせて、下永谷町の一部が六ツ川四丁目へ編入。また、戸塚区平戸町の一部を下永谷町に編入する[12]。
- 1972年（昭和47年）6月5日 - 港南区笹下北部地区の住居表示の実施に伴い、笹下町の一部を下永谷町に編入する[13]。
- 1975年（昭和50年）7月28日 - 大久保町の一部を下永谷町に編入[14]。
- 1977年（昭和52年）2月28日 - 一部を戸塚区平戸町に編入する[15]。
- 1978年（昭和53年）7月31日 - 港南区下永谷第一次地区の住居表示の実施に伴い、下永谷町の一部を新設された芹が谷一丁目、芹が谷二丁目、芹が谷三丁目、芹が谷四丁目、芹が谷五丁目、東永谷一丁目、東永谷二丁目へ編入する[16]。
- 1979年（昭和54年）7月23日 - 港南区上永谷第一次地区の住居表示の実施に伴い、下永谷町の一部を上永谷一丁目、上永谷三丁目、上永谷四丁目、上永谷六丁目へ編入する[16]。
- 1980年（昭和55年）11月10日 - 港南区上永谷第二次地区の住居表示の実施に伴い、下永谷町の一部を日限山一丁目へ編入する[17]。
- 1983年（昭和58年）8月8日 - 港南区下永谷第二次地区の住居表示の実施に伴い、下永谷町の一部を東芹が谷、東永谷三丁目へ編入[18]。
- 1990年（平成2年）7月9日 - 港南区下永谷第三次地区の住居表示の実施に伴い、上永谷六丁目、下永谷町の各一部から編入し、下永谷一丁目、下永谷二丁目、下永谷三丁目、下永谷四丁目を新設する[19]。
- 1997年（平成9年）10月27日 - 港南区下永谷地区の住居表示の実施に伴い、下永谷町、戸塚区上柏尾町の各一部から編入し、下永谷五丁目、下永谷六丁目を設置し、下永谷町を廃止[20]。

### 町名の変遷
| 実施後       | 実施年月日                | 実施前（各町名ともその一部）     |
| ------------ | ------------------------- | -------------------------------- |
| 下永谷一丁目 | 1990年（平成2年）7月9日   | 下永谷町の一部                   |
| 下永谷二丁目 | 1990年（平成2年）7月9日   | 下永谷町の一部                   |
| 下永谷三丁目 | 1990年（平成2年）7月9日   | 上永谷六丁目、下永谷町の各一部   |
| 下永谷四丁目 | 1990年（平成2年）7月9日   | 下永谷町の一部                   |
| 下永谷五丁目 | 1997年（平成9年）10月27日 | 下永谷町の一部                   |
| 下永谷六丁目 | 1997年（平成9年）10月27日 | 下永谷町、戸塚区上柏尾町の各一部 |

## 世帯数と人口
2025年（令和7年）6月30日現在（横浜市発表）の世帯数と人口は以下の通りである。
| 丁目         | 世帯数    | 人口     |
| ------------ | --------- | -------- |
| 下永谷一丁目 | 528世帯   | 1,174人  |
| 下永谷二丁目 | 792世帯   | 1,643人  |
| 下永谷三丁目 | 1,433世帯 | 3,047人  |
| 下永谷四丁目 | 878世帯   | 1,678人  |
| 下永谷五丁目 | 1,687世帯 | 3,566人  |
| 下永谷六丁目 | 611世帯   | 1,354人  |
| 計           | 5,929世帯 | 12,462人 |

### 人口の変遷
国勢調査による人口の推移。
| 年                 | 人口   |
| ------------------ | ------ |
| 1995年（平成7年）  | 8,227  |
| 2000年（平成12年） | 12,963 |
| 2005年（平成17年） | 13,134 |
| 2010年（平成22年） | 13,508 |
| 2015年（平成27年） | 13,188 |
| 2020年（令和2年）  | 13,319 |

### 世帯数の変遷
国勢調査による世帯数の推移。
| 年                 | 世帯数 |
| ------------------ | ------ |
| 1995年（平成7年）  | 2,680  |
| 2000年（平成12年） | 4,447  |
| 2005年（平成17年） | 4,630  |
| 2010年（平成22年） | 5,010  |
| 2015年（平成27年） | 5,085  |
| 2020年（令和2年）  | 5,420  |

## 学区
市立小・中学校に通う場合、学区は以下の通りとなる（2024年11月時点）。
| 丁目         | 番地                                                    | 小学校                 | 中学校               |
| ------------ | ------------------------------------------------------- | ---------------------- | -------------------- |
| 下永谷一丁目 | 1〜13番 17〜27番 29〜40番                               | 横浜市立永谷小学校     | 横浜市立上永谷中学校 |
| 下永谷一丁目 | 14〜16番 28番                                           | 横浜市立芹が谷南小学校 | 横浜市立芹が谷中学校 |
| 下永谷二丁目 | 34番                                                    | 横浜市立芹が谷南小学校 | 横浜市立芹が谷中学校 |
| 下永谷二丁目 | 21〜24番 26〜33番 35〜36番                              | 横浜市立永谷小学校     | 横浜市立上永谷中学校 |
| 下永谷二丁目 | 1〜20番 25番                                            | 横浜市立永野小学校     | 横浜市立上永谷中学校 |
| 下永谷三丁目 | 1〜2番 3番20〜22号 14番6〜13号 14番15〜20号 15〜71番    | 横浜市立永野小学校     | 横浜市立上永谷中学校 |
| 下永谷三丁目 | 3番1〜19号 3番23号〜14番5号 14番14・21〜27号 72番、73番 | 横浜市立永谷小学校     | 横浜市立上永谷中学校 |
| 下永谷四丁目 | 1〜21番 23〜26番                                        | 横浜市立永谷小学校     | 横浜市立上永谷中学校 |
| 下永谷四丁目 | 22番                                                    | 横浜市立日限山小学校   | 横浜市立日限山中学校 |
| 下永谷五丁目 | 全域                                                    | 横浜市立永谷小学校     | 横浜市立上永谷中学校 |
| 下永谷六丁目 | 全域                                                    | 横浜市立永谷小学校     | 横浜市立上永谷中学校 |

## 事業所
2021年（令和3年）現在の経済センサス調査による事業所数と従業員数は以下の通りである。
| 丁目         | 事業所数  | 従業員数 |
| ------------ | --------- | -------- |
| 下永谷一丁目 | 27事業所  | 212人    |
| 下永谷二丁目 | 32事業所  | 281人    |
| 下永谷三丁目 | 68事業所  | 662人    |
| 下永谷四丁目 | 32事業所  | 506人    |
| 下永谷五丁目 | 77事業所  | 861人    |
| 下永谷六丁目 | 51事業所  | 698人    |
| 計           | 287事業所 | 3,220人  |

### 事業者数の変遷
経済センサスによる事業所数の推移。
| 年                 | 事業者数 |
| ------------------ | -------- |
| 2016年（平成28年） | 266      |
| 2021年（令和3年）  | 287      |

### 従業員数の変遷
経済センサスによる従業員数の推移。
| 年                 | 従業員数 |
| ------------------ | -------- |
| 2016年（平成28年） | 2,766    |
| 2021年（令和3年）  | 3,220    |

## 交通
環状2号線が通り、東戸塚駅、上永谷駅等からバス便がある。
南部は横浜市営地下鉄ブルーライン下永谷駅が近いが、同駅は日限山町内にある。

## 施設
- 神奈川県立永谷高等学校
- 横浜市立永谷小学校
- 横浜西港南台郵便局
- ヤマダデンキ

## その他

### 日本郵便
- 郵便番号 : 233-0016[3]（集配局：港南郵便局[30]）

### 警察
町内の警察の管轄区域は以下の通りである。
| 丁目         | 番・番地等 | 警察署     | 交番・駐在所 |
| ------------ | ---------- | ---------- | ------------ |
| 下永谷一丁目 | 全域       | 港南警察署 | 芹が谷交番   |
| 下永谷二丁目 | 全域       | 港南警察署 | 芹が谷交番   |
| 下永谷三丁目 | 全域       | 港南警察署 | 芹が谷交番   |
| 下永谷四丁目 | 全域       | 港南警察署 | 芹が谷交番   |
| 下永谷五丁目 | 全域       | 港南警察署 | 芹が谷交番   |
| 下永谷六丁目 | 全域       | 港南警察署 | 芹が谷交番   |

## 参考資料
- “横浜市町区域要覧” (PDF).   横浜市市民局 (2016年6月). 2023年6月6日閲覧。 “横浜市町区域要覧”